# Imdong-myeon
Imdong-myeon (koreanska: 임동면)  är en socken i kommunen Andong i provinsen Norra Gyeongsang i den centrala delen av Sydkorea, 210 km sydost om huvudstaden Seoul.